# Indanan
Indanan is een gemeente in de Filipijnse provincie Sulu op het eiland Jolo. Bij de laatste census in 2007 had de gemeente ruim 85 duizend inwoners.

## Geografie

### Bestuurlijke indeling
Indanan is onderverdeeld in de volgende 34 barangays:
| - Adjid - Bangalan - Bato-bato - Buanza - Bud-Taran - Bunut - Jati-Tunggal - Kabbon Maas - Kagay - Kajatian - Kan Islam - Kandang Tukay | - Karawan - Katian - Kuppong - Lambayong - Langpas - Licup - Malimbaya - Manggis - Manilop - Paligue - Panabuan | - Panglima Misuari - Pasil - Poblacion - Sapah Malaum - Sawaki - Sionogan - Tagbak - Timbangan - Tubig Dakulah - Tubig Parang - Tumantangis |

## Demografie
Indanan had bij de census van 2007 een inwoneraantal van 85.220 mensen. Dit zijn 31.795 mensen (59,5%) meer dan bij de vorige census van 2000. De gemiddelde jaarlijkse groei komt daarmee uit op 6,65%, hetgeen hoger is dan het landelijk jaarlijks gemiddelde over deze periode (2,04%). Vergeleken met de census van 1995 is het aantal mensen met 39.080 (84,7%) toegenomen.

De bevolkingsdichtheid van Indanan was ten tijde van de laatste census, met 85.220 inwoners op 170,72 km², 499,2 mensen per km².